# Mauricio Neiza
Mauricio Neiza Alvarado (Sora, 3 september 1981) is een Colombiaans wielrenner. Hij reed in het verleden drie seizoenen voor Orbitel. Neiza werd in 2003 derde op het Colombiaans kampioenschap tijdrijden bij de beloften. In 2006 werd hij op hetzelfde onderdeel derde bij de Elite.
Hij is een klassementsrenner die veel in de top-10 eindigt in Zuid-Amerikaanse rondes. Zijn belangrijkste overwinning is het eindklassement van de Ronde van Chiapas in 2010. In 2005 werd hij derde in de Ronde van Tolima, in 2009 vijfde in de Ronde van Guatemala en negende in de Ronde van Ecuador. In 2010 werd hij tweede in de Ronde van Boyacá en derde in de Ronde van Bolivia.

## Overwinningen
2002
- 1e etappe Ronde van Colombia (U23)

2004
- 1e etappe Ronde van Colombia

2006
- 2e etappe Clasica International de Tulcan

2010
- 1e etappe Ronde van Boyacá
- Eindklassement Ronde van Chiapas

## Grote rondes
Geen